# ماجرای کودکان یمنی (اسرائیل)

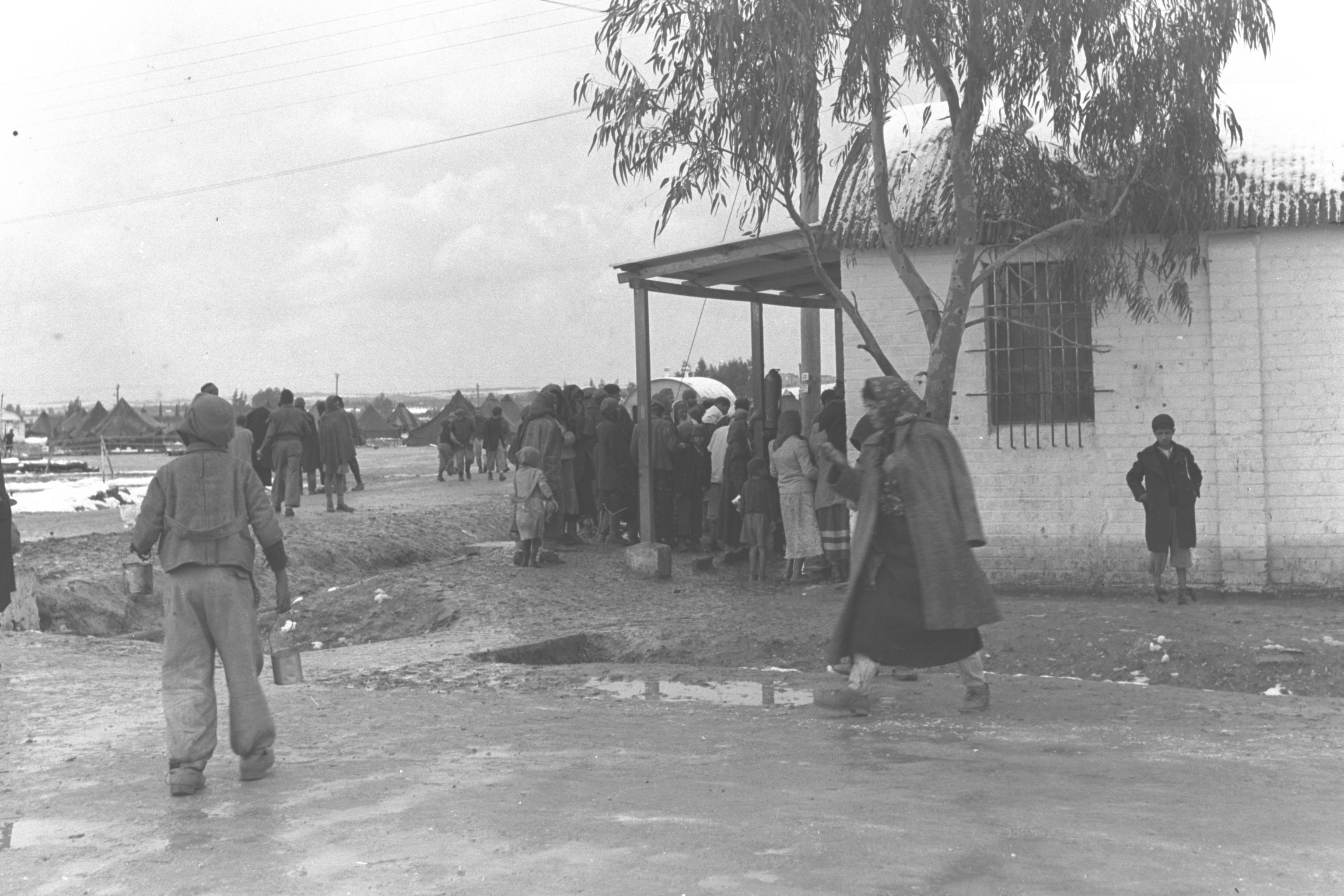

ماجرای کودکان یمنی به ناپدید شدن هزاران کودک و نوزاد که بیشترشان از یمن به تازگی به اسرائیل مهاجرت کرده بودند اشاره دارد. این ماجرا بین سالهای ۱۹۴۸ و ۱۹۵۴ رخ داد. این ماجرا بر اساس اظهارات پدر و مادرهایی اهمیت پیدا کرد که در زمانی که در بیمارستان بودند کودکان آن‌ها ربوده شده و هرگز اطلاعاتی قابل اعتماد از سرنوشت آن‌ها دریافت نکردند.
یک سری تحقیقات در این زمینه انجام شد که بر اساس آن مسئولین بهداشت به ناتوانی در اطلاع‌رسانی صحیح در مورد مرگ این کودکان در زمان مهاجرت‌های گسترده متهم شدند.

## زمینه
دولت اسرائیل در سال ۱۹۴۸ شکل گرفته بود و در همان زمان مهاجرت‌های بسیار گسترده‌ای به این کشور شکل گرفت، از یک سو یهودی‌هایی که از هالوکاست جان سالم به در برده بودند، و از سوی دیگر یهودی‌هایی که از کشورهای عربی و مسلمان به اسرائیل مهاجرت کردند. در این سال حدود ۷۰۰۰۰۰ نفر از کشورهای مسلمان به اسرائیل مهاجرت کردند. در نتیجه بین سالهای ۱۹۴۸ تا ۱۹۵۸ جمعیت اسرائیل از ۸۰۰۰۰۰ نفر به دو میلیون نفر رسید. در این دوره که به دوره ریاضت معروف شد، غذا، لباس و وسایل خانگی جیره‌بندی شدند. بسیاری از مهاجران هیچ پول یا دارایی نداشتند و در اردوگاه‌های موقت نگهداری می‌شدند. تا سال ۱۹۵۲، بیش از ۲۰۰۰۰۰ نفر در این اردوگاه‌ها زندگی می‌کردند. علاوه بر اینها مشکل دیگر این بود که مهاجران به زبان‌های بسیار متفاوتی سخن می‌گفتند، اکثر آن‌ها از فجایعی چون هالوکاست، جنگ و تبعیض جان سالم به در برده بودند و از کشورهای مختلف با آداب و رسوم متفاوتی در یک جا گرد هم آمده بودند. خیلی از این افراد بی سواد بودند و با دیوان سالاری دنیای مدرن آشنایی نداشتند. منابع غذایی و غیرغذایی بسیار کم بودند و حجم مهاجرت‌ها بالا بود بنابراین داوید بن گوریون مجبور شد از آلمان غربی برای دریافت کمک قراردادی امضا کند، به رغم اینکه یهودیان زیادی از ایده دریافت غرامت در ازای هالوکاست به خشم آمده بودند.

## ادعاهای گم شدن کودکان
بسیاری از اعتراض‌ها نسبت به گم شدن کودکان خصوصیات زیر را دارا بودند
- تقریباً تمام کودکان ناپدید شده کمتر از سه سال سن داشتند، کودکان مهاجرانی بودند که کمتر از یک سال قبل به اسرائیل مهاجرت کرده بودند، تقریباً همه آن‌ها یمنی بودند.
- تقریباً همه آن‌ها در زمانی که در بیمارستان بودند یا به بیمارستان منتقل می‌شدند ناپدید شدند
- تقریباً همه پدر و مادرهای این کودکان تنها توضیحی شفاهی دریافت کردند مبنی بر اینکه کودکان آن‌ها مرده‌اند. و این توضیح تنها در صورتی که پدر و مادرها جویای کودکان خود می‌شدند ارائه می‌شد. بسیاری از پدر و مادرها پس از دفن کودکان خود از مرگ آن‌ها باخبر شدند. علاوه بر این آمار مرگ و میر کامل نبود و بسیاری از پدر و مادرها هرگز آگهی وفات کودکان خود را دریافت نکردند.
- تقریباً همه پدر و مادرهای کودکان ناپدید شده

معمای ناپدید شدن این کودکان باعث شد تا عده‌ای این نظریه را مطرح کنند که کودکانی که آگهی وفات ندارند در واقع دزدیده شده و توسط خانواده‌های ثروتمند یهودی اشکنازی در اسرائیل یا خارج از اسرائیل نگهداری می‌شوند. این ماجرا به‌طور گسترده در رسانه‌های اسرائیل در دهه‌های اخیر بررسی شده، و تا به حال چهار کمیته حقیقت یاب برای رسیدگی به این ماجرا تشکیل شده‌اند. این کمیته‌ها نتیجه تحقیقات خود را این گونه اعلام کرده‌اند که در بیشتر موارد در واقع کودکان مرده بوده‌اند و تنها در چند مورد شواهد کافی برای آنچه رخ داده‌است وجود نداشته‌است.
پیگیری این ماجرا زمانی که خاخام یمنی اوزی مشلوم گروهی از یهودیان یمنی تندرو را در سال ۱۹۹۴ رهبری کرد که خواسته آن‌ها تشکیل کمیته‌ای دولتی برای بررسی ماجرای کودکان یمنی بود.

## تحقیقات
از دهه ۶۰ میلادی ماجرای کودکان یمنی چندین بار موضوع مناظره و گفتگو شده‌است. در این سال‌ها سه کمیته رسمی حقیقت یاب و یک کمیته حقیقت یاب عمومی برای بررسی این ماجرا تشکیل شده‌است.

## کمیته باهلول مینکوسکی
در سال ۱۹۶۷ کمیته باهلول مینکوسکی تشکیل شد و به بررسی ۳۴۲ کودک ناپدید شده پرداخت. این کمیته اعلام کرد که در ۳۱۶ مورد از این موارد کودکان مرده بوده‌اند و تنها ۲ کودک به سرپرستی پذیرفته شده بودند و در بقیه موارد این کمیته نتوانست به نتیجه قطعی برسد. این کمیته که توسط پلیس و وزیر دادگستری تشکیل شده بود با کمیته‌ای عمومی که به همین منظور به وجود آمده بود همکاری می‌کرد. این کمیته شامل چند شهردار، خاخام و روان‌شناس می‌شد. کمیته عمومی نتایج خود را در سال ۱۹۸۶ به چاپ رساند، که در مواردی به تحقیق‌های انجام شده توسط دانشگاه بارایلان استناد کرده بود، دانشگاه بار ایلان کمیته باهلول مینکوسکی را به ناکارآمدی در تحقیق‌های خود متهم کرده بود.

## کمیته شالگی
با توجه به علاقه عموم مردم اسرائیل به یافته‌های تحقیق‌های کمیته قبلی، دولت اسرائیل به رهبری اسحاق شامیر در سال ۱۹۸۸ کمیته‌ای به رهبری دکتر موشه شالگی تشکیل داد. این کمیته شواهدی جدید در مورد ۳۰۱ کودک دریاف و اعلام کرد که مشخص نیست ۶۵ کودک چه سرنوشتی پیدا کرده‌اند. این کمیته اعلام کرد که در دیگر موارد کودکان مرده بوده‌اند.

## کمیته حقیقت یاب دولتی
در سال ۱۹۹۵ بلافاصله پس از اعلام نتایج کمیته شالگی، واکنش‌های زیادی توسط مردم نشان داده شد و این امر باعث شد تا کمیته حقیقت یاب دولتی تشکیل شود. این کمیته بیش از ۸۰۰ مورد را مورد بررسی قرار داد، و نتایج آن در سال ۲۰۰۱ به چاپ رسیدند. این کمیته نتوانست در مورد ۵۶ کودک به نتیجه قطعی دست یابد، هرچند با قاطعیت مرگ ۷۳۳ کودک از ۸۰۰ کودک را مورد تأیید قرار داد.